# Michelle Castro
Michelle Arturo Castro (9 de abril de 1989, Ciudad de México, México) es un exfutbolista mexicano que jugaba como mediocampista, se retiró en el extinto equipo de Pumas Morelos. Debutó en el Club Universidad Nacional de la Primera División Mexicana el 24 de julio de 2011 en un Pumas 2-0 San Luis sustituyendo a Martín Bravo en el minuto 76.

## Clubes
| Club          | País   | Año       |
| ------------- | ------ | --------- |
| Pumas UNAM    | México | 2011-2012 |
| Pumas Morelos | México | 2012-     |